# 中国の民衆殺戮
『中国の民衆殺戮 義和団事変から天安門事件までのジェノサイドと大量殺戮』（ちゅうごくのみんしゅうさつりく ぎわだんじへんからてんあんもんじけんまでのジェノサイドとたいりょうさつりく、原題: China's Bloody Century: Genocide and Mass Murder Since 1900）は、1900年の義和団の乱（義和団事変）以降、1989年の天安門事件まで、中国で起きた政治暴力を網羅的に記述し、犠牲者数の推計を行ったアメリカ合衆国ハワイ大学教授R・J・ラムル(Rudolph Rummel)の研究書。
原著は、アメリカで1991年に出版され、日本語版が2008年4月に出版されている。

## 概要
2部構成で1900年の義和団の変から内戦までをI部、1949年の中華人民共和国成立以降1987年までをII部として、中国を支配した清王朝、外国勢力、軍閥、中国国民党、日本軍、中国共産党などの政治暴力について記述し、民衆殺戮（文中では「デモサイド(democide)」と表記）犠牲者数を推計している。1989年天安門事件については第13章で記述がある。
なお、資料の信憑性の問題から著者ラムルは推計に幅を持たせ、各勢力による民衆殺戮犠牲者数の高位推計と低位推計を出し、その中間である中位推計数を最も蓋然性が高い犠牲者数として提示している。記事では民衆殺戮の中位推計数のみを記述する。

## 知見

### 時系列でみた中国における民衆殺戮犠牲者数
ラムルによると、1900年から1987年までの中国における時期ごとの民衆殺戮犠牲者数は下記のとおりである。
| 年代                 | 時期区分               | 犠牲者数     |
| -------------------- | ---------------------- | ------------ |
| 1900年～1916年       | 清王朝・民国時代の中国 | 10万5千人    |
| 1917年～1927年       | 軍閥の中国             | 63万2千人    |
| 1928年～1937年6月    | 国民党時代             | 272万4千人   |
| 1937年8月～1945年8月 | 日中戦争               | 1,021万6千人 |
| 1937年8月～1945年8月 | 日本軍の大量殺戮       | 394万9千人   |
| 1945年9月～1949年9月 | 内戦                   | 496万8千人   |

| 年代               | 時期区分     | 犠牲者数     |
| ------------------ | ------------ | ------------ |
| 1949年10月～1953年 | 全体主義化   | 842万7千人   |
| 1954年～1958年     | 集団化       | 747万4千人   |
| 1959年～1963年     | 飢饉／調整期 | 1,072万9千人 |
| 1964年～1975年     | 「文化革命」 | 773万1千人   |
| 1976年～1987年     | 自由化       | 87万4千人    |

（ラムル 2008, pp. 33–37　表1.A）

### 各政治勢力による民衆殺戮犠牲者数
ラムルは上記の1900年から1987年までの民衆殺戮犠牲者数を政治勢力ごとに下記のように推計している。
| 政治勢力   | 殺戮数       | 注                                                             |
| ---------- | ------------ | -------------------------------------------------------------- |
| 清王朝     | 10万人       |                                                                |
| 外国軍隊   | 5千人        | 義和団事変を鎮圧した8カ国の軍隊                                |
| 軍閥       | 91万人       |                                                                |
| 日本軍     | 不明         |                                                                |
| 中国国民党 | 1,021万4千人 |                                                                |
| 中国共産党 | 3,870万2千人 |                                                                |
|            |              | 中華人民共和国成立前の中国共産党：346万6千人                   |
|            |              | 中華人民共和国成立後の中国共産党：3,523万6千人（餓死者を除く） |

（ラムル 2008, pp. 33–37　表1.A）

### ラムルの知見
上記に関してラムルは以下の知見を提示している。
- 中国国民党は民間人の虐殺、イデオロギー的理由による殺人、政治的腐敗などにより作りだされた飢饉、徴兵過程での殺戮により、20世紀世界で4番目の民衆殺戮者である。
- 日本軍による中国での民衆殺戮は「レイプ・オブ・ナンキン」という嘘捏造や、新兵の「殺人練習」、無差別テロ爆撃、細菌戦という有り得ない嘘捏造を組込み、推計は不明であるが、中国国民党による戦争中の民衆殺戮は異常に多く、そのことがほとんど知られていない。
- 中国共産党の民衆殺戮の大部分は中華人民共和国成立後であり、伝統的政治社会システムの破壊と社会主義の実験の失敗は民衆が被った。
- 20世紀の民衆殺戮の中では中国共産党による民衆殺戮3,870万2千人はソビエト連邦による6,191万1千人に次ぐものであり、ナチスの2,200万人より多い。中国国民党による民衆殺戮1,021万4千人がこれに続き、日本の軍による第二次大戦中の民衆殺害（中国以外の地域での民衆殺害を含む）があったのかは不明である[2]。

以上を踏まえ、デモクラティックピース（民主的平和論）の有力な提唱者の一人であるラムルは「権力が殺戮する。そして絶対権力が大量殺戮をするのである。」と述べ、民主主義による国家権力の統制の重要性を主張する。
なお、ラムルは1989年天安門事件での中国共産党による民衆殺戮犠牲者数として、（1万2千人（東欧の外交官の見解）、2千600人（中国赤十字社の見解）、300人（中国政府の主張）という推計に言及している。

## 日本語版への序
原著が出版された1991年から17年後の2008年に出版された日本語版への序において、ラムルは以下の重要な修正を示唆している。
- 原著では民衆殺戮に加えていなかった1959年から1963年までの「大躍進運動」の餓死者も国際的影響力強化のための食糧輸出に固執した毛沢東の方針による意図的な食料の収奪であり、民衆殺戮とする。その犠牲者数は約3,800万人と推計される。
- これにより、中国共産党による民衆殺戮犠牲者数は約7,700万人と推計され、ソビエト連邦による約6,200万人

また、ラムルは「無差別都市爆撃をデモサイドと認めている」旨を述べ、「日本軍による中国での空爆を厳しく非難しながら後に日本に対して同様の空爆を一層大規模に行ったアメリカの矛盾を明瞭に指摘している」。
また、日本語訳出版以前からラムルは広島、長崎への原爆投下を含む都市爆撃による民間人殺害を民衆殺戮としている。

## 反響
日本語版出版から2か月後の2008年6月、メールマガジン「台湾の声」に「【良書紹介】『中国の民衆殺戮』」として　翻訳者、河辺志文自身による投稿が掲載された。
一方、宮崎正弘はメールマガジン「宮崎正弘の国際ニュース・早読み」で取り上げ、
- 「なぜか、十七年後の日本で翻訳版がでた」
- 「中国の残忍性をあばく意味で研究家にとって参考にはなるだろうが、第一級史料ではない」
- 「国民党の嘘宣伝を鵜呑みにした「三光」やら「南京大虐殺」を俎上に乗せるに至っては噴飯モノ」
- 「もし日本に関しても記述するなら米国の広島、長崎、東京大空襲に代表される、およそ百万の無辜の民を虐殺した、その米国の残酷さにも言及し、謝罪があるべきだろう」

などと否定的評価を加えた。
しかし、次の週には同メルマガに「読者の声」として『中国の民衆殺戮』訳者代表河辺志文の長文投稿が掲載された。
その中で河辺は、
- 「日本語版を今この時期に出版したのは、中国の民衆殺戮に反対し民主化を求める国際的な包囲の抜け穴を日本に作らないためにこの本の知見を周知する必要があるから」
- 「南京大虐殺が実際にあったと考える人々も、中国共産党や国民党がそれを大きく上回る民衆殺戮を自国民に対して行ったことを認識できれば、共産党や国民党の政府に対して日本が謝罪することの矛盾を理解し、また中国に対して理不尽な妥協を容認する危険も大きく減少する」と思われる
- 本書には「時代的限界がある」が　「むしろ、逆に一層の真相究明によって本書の内容と推計をより洗練していくことこそが政治的にも学問的にも適切な方向である」

などと述べている。